# Neotheronia fumosa
Neotheronia fumosa är en stekelart som beskrevs av Krieger 1905. Neotheronia fumosa ingår i släktet Neotheronia och familjen brokparasitsteklar. Inga underarter finns listade i Catalogue of Life.